# Gmina Skövde
Gmina Skövde (szw. Skövde kommun) – gmina w Szwecji, w regionie Västra Götaland, z siedzibą w Skövde.
Pod względem zaludnienia Skövde jest 44. gminą w Szwecji. Zamieszkuje ją 49 856 osób, z czego 50,35% to kobiety (25 102) i 49,65% to mężczyźni (24 754). W gminie zameldowanych jest 2112 cudzoziemców. Na każdy kilometr kwadratowy przypada 73,7 mieszkańca. Pod względem wielkości gmina zajmuje 145. miejsce.